# Robert Copland-Crawford

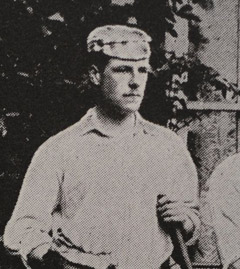
Robert Copland-Crawford

Robert Erskine Wade Copland-Crawford, auch Robert Erskine Crawford, (* 5. September 1852 auf Elizabeth Castle, Jersey; † 23. Mai 1894 in Sudbury) war ein britischer Offizier und Sportler. Er war der erste Torschütze für Schottland bei einem inoffiziellen Fußball-Länderspiel. Später wurde er wegen Totschlags verurteilt. Wegen seiner Beteiligung an kriegerischen Strafaktionen in Sierra Leone bezeichnete ihn der Autor Paul Brown in seinem Buch The Victorian Football Miscellany aus dem Jahre 2013 als „völkermordenden Wahnsinnigen“.

## Biographie

### Sportlicher Werdegang
Robert Copland-Crawford war Schüler der Harrow School; damals hieß er nur Crawford. Im Alter von 17 Jahren wurde er von Arthur Kinnaird ausgewählt, Fußball für Schottland gegen England zu spielen. Er war zwar auf Jersey geboren, wo sein Vater als Soldat stationiert gewesen war, und lebte in London, stammte aber aus einer schottischen Familie und hatte bis zum Alter von zwölf Jahren einen Großteil seiner Kindheit nahe Edinburgh verbracht. Tatsächlich war nur einer der schottischen Spieler dieser Auswahl in Schottland geboren. Das Spiel wurde am 5. März 1870 im Londoner Kennington Oval vor 500 Zuschauern ausgetragen. Crawford agierte als Stürmer und traf nach 15 Minuten mit einem Distanzschuss das englische Tor. Die Presse nannte den Schuss einen „lucky long kick“, zumal der Kapitän der englischen Mannschaft, Charles Alcock, den „taktischen Fehler“ begangen hatte, den Torwart Alexander Morten in den Angriff zu beordern.
Damit war Copland-Crawford der erste schottische Torschütze bei einem – noch inoffiziellen – Fußball-Länderspiel. Das Spiel endete mit einem 1:1-Unentschieden. Es war das erste in einer Serie von fünf aufeinanderfolgenden, allesamt nicht offiziellen Länderspielen zwischen den beiden Mannschaften, Alcock Internationals genannt. Dabei trat Robert Crawford viermal für Schottland an, sein jüngerer Bruder Fitzgerald zweimal.
Copland-Crawford war auch im Cricket aktiv. Als rechtshändiger Batsman spielte er 1872 und 1873 insgesamt drei First-Class-Spiele, unter anderem für den Marylebone Cricket Club.

### Militär
Nachdem die Familie Crawford eine Erbschaft erhalten hatte, änderte sie 1872 ihren Nachnamen in Copland-Crawford. Robert Copland-Crawford war zunächst als Weinimporteur tätig, bevor er in der Tradition seiner Familie eine Militärkarriere als Offizier der King’s Royal Rifles einschlug. Er diente im Afghanischen Krieg sowie im Sudanfeldzug und wurde 1880 mentioned in despatches. Vermutlich infolge seines Alkoholmissbrauchs trat er 1884 im Rang eines Lieutenant aus dem Militär aus, und auch seine Ehe scheiterte.
1888 übernahm Copland-Crawford für sechs Monate ein Polizeikommando im Sulima-Distrikt in Sierra Leone, das damals zum British Empire gehörte. Nach kurzer Zeit ging er eigenmächtig und brutal gegen lokale Warlords vor, insbesondere gegen einen Anführer namens Ma(c)kiah. Bei militärischen Kampagnen unter seinem Kommando wurden zahlreiche Menschen, darunter rund 130 Warboys (Kindersoldaten), getötet und mehrere Ortschaften niedergebrannt. Der damalige Gouverneur James Shaw Hay, dessen Anweisungen Copland-Crawford mehrfach missachtete, und der Kolonialminister Lord Knutsford verurteilten sein Vorgehen, da es gegen das Recht verstoße und die Beziehungen zu den Bewohnern des Landes zerstöre. Copland-Crawfords Verhalten wurde zunehmend unberechenbar, und er klagte über Halluzinationen. 1889 ließ er einen seiner Diener, der des Diebstahls verdächtigt wurde, auspeitschen und Salz in seine Wunden reiben. Der Mann starb an den Folgen der Misshandlungen. Copland-Crawford wurde in Freetown des Mordes angeklagt, wegen Totschlags zu einem Jahr Haft und Zwangsarbeit verurteilt, aber aus gesundheitlichen Gründen zurück nach England geschickt.
Im Jahr darauf gab es eine Debatte im Unterhaus, wo das Vorgehen von Copland-Crawford in Sierra Leone untersucht wurde. Der liberale Abgeordnete James Allanson Picton bezeichnete dessen Kampagnen gegen die Einheimischen als „Gemetzel“ und „Abschlachten“, bei dem bis zu 1000 Menschen ums Leben gekommen sein könnten. Picton kritisierte zudem Copland-Crawfords Entlassung aus der Haft: „Ich wünschte nur, auf alle Gefangenen würde soviel Rücksicht genommen.“ Andere Abgeordnete wie Baron de Worms verteidigten Copland-Crawfords Handlungen. Wegen der Verurteilung zu einer Haftstrafe wurde Copland-Crawford aber die Pension abgesprochen. Zu diesem Zeitpunkt war er schon schwer an einem Leberleiden erkrankt, und er starb 1894 im Alter von 41 Jahren im Haus seiner Familie in Sudbury.
Robert Copland-Crawford wurde auf dem Friedhof der Kirche St John the Evangelist in Wembley bestattet, die von seiner Familie mitfinanziert worden war. Ein Obelisk markiert sein Grab, in dem auch sein Bruder Fitzgerald liegt, der ebenfalls 1894 starb.